# I Can't Live with You
I Can't Live with You is een nummer van de Britse rockgroep Queen en het vierde nummer van het album Innuendo uit 1991. Het werd geschreven door gitarist Brian May. Het nummer werd alleen in de Verenigde Staten uitgebracht, waar het piekte op #28 in de Mainstream Rock Chart. De drumpartijen werden ingespeeld door May op de synthesizer. Het keyboard werd bespeeld door producent David Richards.
De Amerikaanse producent Brian Malouf mixte I Can't Live with You tot een remix uitgebracht als I Can't Live with You (Malouf Mix). Er werd ook een bewerking van deze mix gemaakt. Deze staat op de B-kant onder de naam I Can't Live with You (Malouf Mix Edit).
I Can't Live with You was oorspronkelijk bedoeld voor Mays solo-album Back to the Light, maar op aandringen van de rest van de band werd besloten om er een Queen-nummer van te maken.
Een alternatieve versie van I Can't Live with You verscheen op het compilatie-album Queen Rocks uit 1997, onder de naam I Can't Live with You ('97 Rocks Retake). May en drummer Roger Taylor hebben gezegd dat deze versie van het nummer eigenlijk was hoe ze het wilden op Innuendo, met een harde rockrand met meer gitaren. De originele vocalen van Freddie Mercury werden gebruikt op deze nieuwe opname.